# 独龙蛇根草
独龙蛇根草（学名：Ophiorrhiza dulongensis）是茜草科蛇根草属的植物，为中国的特有植物。分布于中国大陆的云南等地，生长于海拔2,300米至2,400米的地区，多生长于常绿阔叶林中及喜潮湿环境，目前尚未由人工引种栽培。